# غارهای مارابار

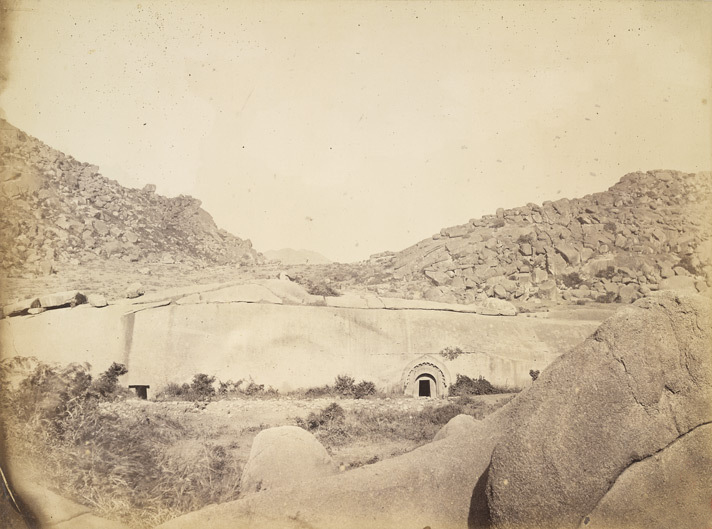
نمای بیرونی غارهای بارابار راستین در سال ۱۸۷۰. غار لوماس ریشی و (سمت چپ) غار سوداما.

غارهای مارابار (به انگلیسی: Marabar Caves) غارهای تخیلی هستند که در رمان گذری به هند اثر ادوارد مورگان فورستر که در سال ۱۹۲۴ منتشر شد و فیلمی به همین نام حضور دارند. این غارها بر اساس موجودیت غارهای بارابار راستین، به ویژه غار لوماس ریشی که در منطقه جهان‌آباد، ایالت بیهار، هند واقع شده، که فورستر در سفر به هند از آن بازدید کرد.
غارها به‌عنوان یک بن‌مایه و مکان پیرنگ با اهمیت در داستان به کار گرفته می‌شوند. ویژگی‌های کلیدی غارها دیوارهای صاف شیشه ای و انعکاس صدای پرطنین خاصی است که هر صدای ایجاد شده در غارها را، تقویت می‌کند. انعکاس صدا، صدای «او-بوم» (ou-boum) را ایجاد می‌کند. فورستر غارها را برای ایجاد نقطه عطفی در رمان انتخاب کرد، نه تنها به خاطر شخصیت آدلا، بلکه همچنین برای شخصیت خانم مور، سیریل فیلدینگ و دکتر عزیز: غارها نقطه عطفی در رمان و زندگی آنها هستند. غارها به این دلیل مهم هستند که نشان دهنده بی‌صداقتی در زندگی چهار شخصیت اصلی است. هیچ‌یک از آنها به آنچه می‌خواهند دست پیدا نمی‌کنند و در بحبوحه افزایش آشفتگی، در تلاش برای یافتن تعادل در زندگی هستند.

## غارهای راستین بارابار
غارهای راستین بارابار در طول سال‌های ۱۸۵ تا ۳۲۲ قبل از میلاد توسط فرقه آجیویکا مورد استفاده قرار می‌گرفت و در نهایت به یک جاذبه گردشگری تبدیل شد. فورستر که در مورد این غارها خبرهایی شنیده بود، در سفری به هند در سال ۱۹۱۳ تصمیم گرفت از آنجا دیدن کند و تحت تأثیر آنها قرار گرفت.
بعد از انتشار کتاب و نسخه فیلم، آگاهی بیشتری نسبت به موجودیت راستین غارهای بارابار در دسترس قرار گرفت. این آثار، منجر به افزایش جزئی گردشگری به این ناحیه شد.
کتاب
فورستر به هند سفر کرد که در طی این سفر، نوشتن رمان خود را از آن الهام گرفت. او در آنجا با دوست خود، سید راس مسعود ملاقات کرد. مسعود به فورستر در مورد غارهای بارابار مطالبی را عنوان کرد و گفت: «شما رمانی در مورد آن خواهی نوشت.»
فورستر در بانکی‌پور با مسعود ملاقات کرد. فورستر همجنس‌گرا بود و عاشق مسعود بود، مسعود فردی دگرجنس‌گرا بود و بنابراین قادر نبود به عشق فورستر پاسخ دهد. فورستر همچنین متوجه شد که مسعود قرار است ازدواج کند. در آخرین روز حضور فورستر در بانکی‌پور، او از غارهای بارابار بازدید کرد. فورستر در دفتر خاطرات خود نوشت که آن روز «طولانی و غم‌انگیز» بود. گمان بر این است که رد ابراز عشق فورستر از طرف مسعود، او را به نوشتن کتاب ترغیب کرده است: اگرچه این مطلب در جایی گفته نشده است، شاید میس کوستد عشق خود را به عزیز در غارها اعتراف کرده است. آن روز آخر و بازدید از غارها تأثیر زیادی بر فورستر گذاشت.
فورستر بعد از نوشتن کتاب، در صفحه ابتدایی کتاب، آن را به مسعود تقدیم کرد. این کتاب، آخرین رمان او خواهد بود.
فیلم
در نسخه فیلم سینمایی اقتباس شده از کتاب، از غارهای راستین بارابار استفاده نشده است. در عوض، سکانس‌ها در ساواندورگا، جنوب غربی بنگلور فیلمبرداری شدند. دیوید لین، کارگردان فیلم، از قرار معلوم اعتقاد داشت که غارهای راستین فاقد عظمتی هستند که او برای صحنه نیاز داشت.
تئاتر
از این کتاب اولین بار در سال ۱۹۶۰، توسط نمایشنامه‌نویس هندی-آمریکایی سانتا راما رائو در نمایشنامه ای به همین نام اقتباس شد. در نمایش، غارها در پرده دوم ارائه شده‌اند. این نمایشنامه الهام بخش ساخت فیلم بود.
مارتین شرمان نمایشنامه‌نویس آمریکایی، همچنین از این رمان برای صحنه نمایش، اقتباس کرده است. او در طی یک مصاحبه، بر اهمیت غارها تأکید می‌کند.

## موضوعیت در رمان
شخصیت‌های اصلی داستان، خانم مور، آدلا کوستد و دکتر عزیز هستند که به همراه تعداد زیادی افراد برای بازدید از غارهای مارابار به سفر می‌روند. بعد از بازدید از اولین غار، آدلا، دکتر عزیز و یک راهنمای محلی از گروه جدا شده و برای بازدید از چند غار ادامه مسیر می‌دهند. آدلا در تفکراتش، عشق خود به رونی، قاضی مدنی بریتانیایی در چاندراپور رو زیر سؤال می‌برد. با تصور اینکه دکتر عزیز که فردی مسلمان است و به چند همسری اعتقاد دارد از او در مورد ماهیت عشق سؤال می‌کند. دکتر عزیز که همسرش فوت کرده و دو پسر و یک دختر از او دارد، از طرح این سؤال جا می‌خورد برای کشیدن سیگار به‌طور موقت او را ترک می‌کند. آدلا از او خوشش می‌آید هر چند این احساس دو طرفه نیست. آنها به‌طور همزمان درک می‌کنند که داشتن رابطه غیرممکن است. هنگامی که آدلا به تنهایی وارد یکی از غارها می‌شود، به خاطر ابتلا به تنگناهراسی، که هم چنین برخی منتقدان احتمال داده‌اند به خاطر تمایل جنسی او به عزیز بوده است، و در پی احساس گناه او که هیچ علاقه‌ای به رونی ندارد، تمام این موارد توامان باعث اوهام در او می‌شود. او به تندی از غار خارج شده و از مسیری با شیب تند رو به پایین، شروع به فرار می‌کند که در طول مسیر گیاهانی با تیغ‌های زیاد، بدن او را سوراخ سوراخ می‌کنند. آدلا در انتهای مسیر شیب‌دار فردی را یافته که به او کمک می‌کند تا به چاندراپور بازگردد، که در آنجا او اتهام آزار و اذیت جنسی از طرف دکتر عزیز به خود را در غار مطرح می‌کند. به دنبال این اتهام، دکتر عزیز بازداشت شده و مدتی بعد جهت محاکمه، دادگاه تشکیل می‌شود که این امر در محور اصلی سیر تکاملی رمان از تعصب و کشمکش فرهنگی است که رخداد مربوط به دوره راج بریتانیا است. در هنگام برگزاری دادگاه، آدلا بر اوهامی که در غار به او دست داده است غلبه کرده و در دادگاه عنوان می‌کند که اشتباه کرده است. دکتر عزیز از هر گونه اتهامی تبرئه شده و آزاد می‌شود ولی به خاطر این رخداد عصبانی است. ماجرای غار موجب اختلاف و شکاف بین شخصیت‌های داستان گردیده و این باور به دکتر عزیز دست می‌دهد که توسط آدلا و فیلدینگ فریب خورده است. دکتر عزیز تمایل دارد که آدلا جریمه این اتهام بی‌اساس را به او بپردازد ولی فیلدینگ او را متقاعد می‌کند که دختر بیچاره را که به خاطر ترس و پریشان‌احوالی به اشتباه افتاده بود، بیشتر از این آسیب روحی نبیند و از دریافت این جریمه صرفنظر کند. بعد از بخشش جریمه آدلا توسط دکتر عزیز، میان مسلمانان و دکتر عزیز این شک دست می‌دهد که شاید بین آدلا و فیلدینگ رابطه‌ای وجود داشته است.
معمای غار
حادثه‌ای که درون غار اتفاق افتاد به عنوان یک معما باقی ماند و کسی نفهمید در واقع چه اتفاقی در غار افتاد. دکتر عزیز و فیلدینگ مشکوک بودند که فرد راهنما، آدلا را اذیت کرده است ولی این تنها یک گمان بود که به‌طور قطع به اثبات نرسید.
غارها در محوریت مرکزی بن‌مایه و ساختار رمان قرار داشته و به پیرنگ آن مفهوم می‌بخشد. غارها مرموز باقی می‌مانند و پژواک صدای غار باعث اذیت خانم مور و آدلا می‌شود. سردرگمی و پریشانی ایجاد شده در غار، آرامش زندگی شخصی و روابط بین افراد را از بین می‌برد. مدت کوتاهی بعد از ماجرای غار و اتهام آدلا به دکتر عزیز و قبل از تشکیل دادگاه جهت محاکمه او، خانم مور رهسپار انگلستان می‌شود و در پی بروز ناخوشی، در کشتی می‌میرد. دکتر عزیز جهت ایجاد آرامش در میان جامعه و مردم، در پی طرد نفوذ و تأثیر غرب است.
برداشت‌ها
در مورد نمادگرایی و مفهوم غارها، برخی تعابیر توسط جامعه دانشگاهی و فرهنگی ارائه گردیده است. به عنوان مثال، وینود کوردوزا، تعبیر هندو را برای غارها ارائه می‌دهد و به این نکته اشاره می‌کند که شخصیت‌ها می‌توانستند طریقت چیت (Cit) را تجربه کنند. هرچند نظر مورات سالار این است که برخلاف تفسیر غار به عنوان مکان تاریکی در ادبیات غرب، غارها نمایانگر بیداری هستند. سونو رُز جوزف (Sunu Rose Joseph)، یک تحلیل هستی‌گرایی از غارها ارائه می‌دهد. یک منتقد رویکرد روان‌شناسی تحلیلی را ارائه می‌دهد و عنوان می‌کند که غارها نمایانگر نماد روانشناختی اصلی پیرنگ داستان است.

## اثرگذاری
یک اثر هنری آب و گرانیت، در واشینگتن دی‌سی، کاری از معمار آمریکایی، الین زیمرمن تحت عنوان مارابار نامگذاری شده که از موقعیت نام موجود در کتاب الهام گرفته شده است. این اثر هنری یکی از معروف‌ترین کارهای او است.

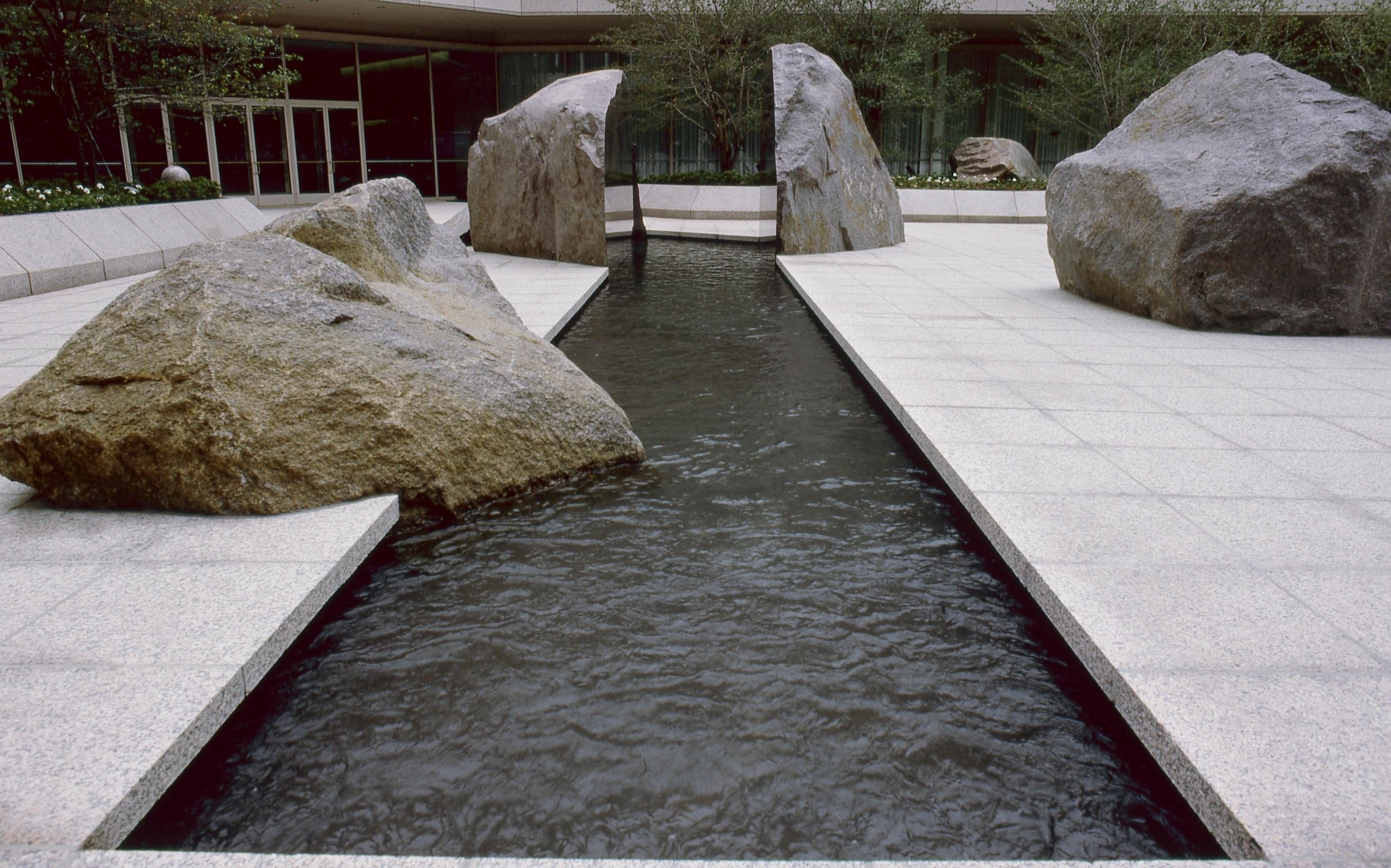
مارابار اثر هنری الین زیمرمن.

لیندا دی هنرمند، یک اثر هنری خلق کرده است که نام آن را به یاد واژه درون رمان که صدای ایجاد شده در غار است، «او-بوم» (Ou-boum) گذاشته است.
یک کلاس تاریخ هنر در دانشگاه نالاندا در پی الهام گرفتن از غارهای مارابار در رمان، یک سفر به غارهای بارابار انجام داد.
نمایشگاهی در گالری گاس فیشر در نیوزیلند با الهام گرفتن از بیان غارها در رمان به فعالیت پرداخت. نمایشگاه با عنوان غارهای مارابار برگزار شد.